# Rolf Schroers
Rolf Schroers (* 10. Oktober 1919 in Neuss; † 8. Mai 1981 in Altenberge, Münster) war ein deutscher Schriftsteller und Leiter einer Bildungsstätte.

## Leben

### Familie und Ausbildung
Rolf Schroers war der Sohn von Johannes (Hans) Schroers (1885–1960), einem höheren preußischen Beamten, der später im Polizeidienst Karriere machte: 1932 Eintritt in die NSDAP; 1938 Kommandeur der Schutzpolizei in Bremen, 1940 Stellvertreter des dortigen Polizeipräsidenten, seit 1942 SS-Brigadeführer, 1943 Polizeipräsident, nach Verhaftung bis 1949 interniert.
Nach dem Abitur 1937 studierte Schroers Germanistik, Geschichte und Philosophie in München und Berlin. Am Zweiten Weltkrieg nahm er als Offizier der Kavallerie teil, bei Kriegsende im Rang eines Oberleutnants.
Er war verheiratet mit Ilse Plate, das Paar hatte eine Tochter Cornelia und drei Söhne: Volker, Wolfram und Tilman.

### Tätigkeiten als Redakteur, Publizist und freier Schriftsteller
In den ersten Nachkriegsjahren lebte Schroers mit seiner Familie in der Oldenburger Heide. Während dieser Zeit war er für den Bremer Dorn-Verlag tätig und lieferte u. a. Beiträge für die Frankfurter Allgemeine Zeitung und die Frankfurter Hefte sowie für den Rundfunk. Von 1950 bis 1958 gehörte er zum Umkreis der Gruppe 47. 1955 bis 1957 war er Lektor beim Verlag Kiepenheuer & Witsch in Köln und Berater für Fernsehdokumentationen. Anschließend lebte er als freier Publizist und Schriftsteller in Eitorf-Obenroth und in Meckenheim bei Bonn sowie in Blankenheim in der Eifel.

### Engagement für die FDP
Neben seiner journalistischen und schriftstellerischen Tätigkeit engagierte sich Schroers politisch. Er war Mitglied der FDP, für die er zweimal bei Bundestagswahlen kandidierte. Ab 1965 war er Chefredakteur des FDP-Organs Liberal. In den folgenden Jahren wirkte er als Mitglied des Programmausschusses seiner Partei maßgeblich bei der Neuorientierung der Freien Demokraten in der Gesellschafts- und Ostpolitik mit. Von 1968 bis 1980 war er erster Direktor der 1967 eröffneten und zur Friedrich-Naumann-Stiftung gehörenden Theodor-Heuss-Akademie in Gummersbach, die er zu einem lebendigen Diskussionsforum entwickeln half. In der F.D.P. leitete er den Bundesfachausschuss für Kultur.
Schroers war außerdem zeitweilig Mitglied im Kuratorium der Wolf-Erich-Kellner-Gedächtnisstiftung.

### Schriftstellerisches Werk
Schroers war sowohl Schriftsteller als auch Sachbuchautor. Sein Werk umfasst Romane, Erzählungen, Tagebücher, Hör- und Fernsehspiele, Dokumentarfilme sowie Essays. Er stand zeitweise in Verbindung mit der „Gruppe 47“.
In seiner vom Existenzialismus beeinflussten Auseinandersetzung mit dem Dritten Reich und dem Zweiten Weltkrieg ist er ein typischer Vertreter der Literatur der frühen Bundesrepublik.
Teilnachlässe von Schroers liegen im Staatsarchiv Münster sowie im Archiv des Liberalismus der Friedrich-Naumann-Stiftung für die Freiheit in Gummersbach.

## Werke
- T. E. Lawrence. Schicksal und Gestalt. Biographische Studie, Bremen-Horn 1949.
- Die Feuerschwelle, Stuttgart 1952.
- Der Trödler mit den Drahtfiguren, Stuttgart 1952.
- Jakob und die Sehnsucht, Düsseldorf 1953.
- In fremder Sache, Köln [u. a.] 1957.
- Herbst in Apulien, Köln [u. a.] 1958.
- Der Partisan. Ein Beitrag zur politischen Anthropologie, Köln [u. a.] 1961.
- Auswahl der Opfer, Hamburg 1962.
- Kreuzverhör, Hamburg 1963.
- Aus gegebenem Anlaß. Glossen, Frankfurt am Main 1964.
- Im Laufe eines Jahres. Aufzeichnungen eines Schriftstellers, Köln [u. a.] 1964.
- Meine deutsche Frage, Stuttgart 1979.
- Der Hauptmann verläßt Venedig, Stuttgart 1980.

## Herausgeberschaft
- Thomas Edward Lawrence: Leben ohne Legende, München 1955.
- Auf den Spuren der Zeit. Junge deutsche Prosa, München 1959.
- Der demokratische Obrigkeitsstaat, Bonn 1969.

## Übersetzungen
- Guido Ballo: Italienische Malerei vom Futurismus bis heute, Köln [u. a.] 1958.
- Väinö Linna: Kreuze in Karelien, Köln [u. a.] 1955 (übersetzt zusammen mit Karl-Heinz Bolay).

## Briefe
- Paul Celan: Briefwechsel mit den rheinischen Freunden: Heinrich Böll, Paul Schallück, Rolf Schroers. Hrsg. und kommentiert von Barbara Wiedemann. Berlin: Suhrkamp Verlag, 2011.

## Auszeichnungen
- 1949 einen Teilbetrag des von Thomas Mann gestifteten Goethe-Preises der Stadt Frankfurt für Deutsche Schriftsteller
- 1956 den Förderpreis zum Immermann-Preis der Stadt Düsseldorf
- 1957 ein Stipendium der Villa Massimo
- 1959 den Bremer Literaturpreis
- 1979 das Bundesverdienstkreuz 1. Klasse

## Mitgliedschaften (Auswahl)
- Paul-Ernst-Gesellschaft
- PEN-Zentrum der Bundesrepublik Deutschland.